# Општина Навазен (Мичоакан)
Навазен (шп. Nahuatzen) општина је у Мексику у савезној држави Мичоакан. Општина се налази на надморској висини од 2414 м.

## Становништво
Према подацима из 2010. у општини је живело 27174 становника.

### Хронологија
| Година       | 2000                  | 2005                  | 2010                  |
| ------------ | --------------------- | --------------------- | --------------------- |
| Становништво | 23221 (11062 / 12159) | 25055 (11930 / 13125) | 27174 (13090 / 14084) |

### Попис
| \| \| м \| \| \| ж \| \| 0—2 \| 891 \| \| \| 943 \| \| 3—5 \| 904 \| \| \| 848 \| \| 6—11 \| 1.712 \| \| \| 1.695 \| \| 12—14 \| 835 \| \| \| 852 \| \| 15—17 \| 836 \| \| \| 914 \| \| 18—24 \| 1.797 \| \| \| 1.971 \| \| 60+ \| 1.372 \| \| \| 1.379 \| \| Просек : \| 27,7 \| \| \| 28,3 \| |       |  |  |       |
| |       |  |  |       |
| | м     |  |  | ж     |
| 0—2 | 891   |  |  | 943   |
| 3—5 | 904   |  |  | 848   |
| 6—11 | 1.712 |  |  | 1.695 |
| 12—14 | 835   |  |  | 852   |
| 15—17 | 836   |  |  | 914   |
| 18—24 | 1.797 |  |  | 1.971 |
| 60+ | 1.372 |  |  | 1.379 |
| Просек : | 27,7  |  |  | 28,3  |

| #   | Индикатор                                                                                        | Вредност |
| --- | ------------------------------------------------------------------------------------------------ | -------- |
| 1   | Становништво од 0 до 2 године                                                                    | 1834     |
| 2   | Мушко становништво од 0 до 2 године                                                              | 891      |
| 3   | Женско становништво од 0 до 2 године                                                             | 943      |
| 4   | Становништво са 3 и више година                                                                  | 25288    |
| 5   | Мушко становништво са 3 и више година                                                            | 12176    |
| 6   | Женско становништво са 3 и више година                                                           | 13112    |
| 7   | Становништво са 5 и више година                                                                  | 24093    |
| 8   | Мушко становништво са 5 и више година                                                            | 11562    |
| 9   | Женско становништво са 5 и више година                                                           | 12531    |
| 10  | Становништво са 12 и више година                                                                 | 20129    |
| 11  | Мушко становништво са 12 и више година                                                           | 9560     |
| 12  | Женско становништво са 12 и више година                                                          | 10569    |
| 13  | Становништво са 15 и више година                                                                 | 18442    |
| 14  | Мушко становништво са 15 и више година                                                           | 8725     |
| 15  | Женско становништво са 15 и више година                                                          | 9717     |
| 16  | Становништво са 18 и више година                                                                 | 16692    |
| 17  | Мушко становништво са 18 и више година                                                           | 7889     |
| 18  | Женско становништво са 18 и више година                                                          | 8803     |
| 19  | Становништво од 3 до 5 година                                                                    | 1752     |
| 20  | Мушко становништво од 3 до 5 година                                                              | 904      |
| 21  | Женско становништво од 3 до 5 година                                                             | 848      |
| 22  | Становништво од 6 до 11 година                                                                   | 3407     |
| 23  | Мушко становништво од 6 до 11 година                                                             | 1712     |
| 24  | Женско становништво од 6 до 11 година                                                            | 1695     |
| 25  | Становништво од 8 до 14 година                                                                   | 3930     |
| 26  | Мушко становништво од 8 до 14 година                                                             | 1975     |
| 27  | Женско становништво од 8 до 14 година                                                            | 1955     |
| 28  | Становништво од 12 до 14 година                                                                  | 1687     |
| 29  | Мушко становништво од 12 до 14 година                                                            | 835      |
| 30  | Женско становништво од 12 до 14 година                                                           | 852      |
| 31  | Становништво од 15 до 17 година                                                                  | 1750     |
| 32  | Мушко становништво од 15 до 17 година                                                            | 836      |
| 33  | Женско становништво од 15 до 17 година                                                           | 914      |
| 34  | Становништво од 18 до 24 године                                                                  | 3768     |
| 35  | Мушко становништво од 18 до 24 године                                                            | 1797     |
| 36  | Женско становништво од 18 до 24 године                                                           | 1971     |
| 37  | Женско становништво од 15 до 49 година                                                           | 7304     |
| 38  | Становништво са 60 и више година                                                                 | 2751     |
| 39  | Мушко становништво са 60 и више година                                                           | 1372     |
| 40  | Женско становништво са 60 и више година                                                          | 1379     |
| 41  | Однос између мушкараца и жена                                                                    | 92.94    |
| 42  | Становништво од нуле до 14 година                                                                | 8680     |
| 43  | Становништво од 15 до 64 године                                                                  | 16357    |
| 44  | Становништво од 65 година и више                                                                 | 2085     |
| 45  | Просечан број деце                                                                               | 2.68     |
| 46  | Становништво рођено у ентитету                                                                   | 26479    |
| 47  | Мушко становништво рођено у ентитету                                                             | 12742    |
| 48  | Женско становништво рођено у ентитету                                                            | 13737    |
| 49  | Становништво рођено у другом ентитету                                                            | 406      |
| 50  | Мушко становништво рођено у другом ентитету                                                      | 218      |
| 51  | Женско становништво рођено у другом ентитету                                                     | 188      |
| 52  | Становништво од 5 година и више резидентно у ентитету у јуну 2005. године                        | 23160    |
| 53  | Мушко становништво старосног доба од 5 година и више, резидентно у ентитету у јуну 2005. године  | 10909    |
| 54  | Женско становништво старосног доба од 5 и више година, резидентно у ентитету у јуну 2005. године | 12251    |
| 55  | Становништво од 5 година и више које је живело у другом ентитету у јуну 2005. године             | 158      |
| 56  | Мушко становништво старије од 5 година које је живело у другом ентитету у јуну 2005. године      | 94       |
| 57  | Женско становништво старије од 5 година које је живело у другом ентитету у јуну 2005. године     | 64       |
| 58  | Становништво од 3 године и више које говори аутохтони језик                                      | 10256    |
| 59  | Мушко становништво старо 3 године и више које говори аутохтони језик                             | 5057     |
| 60  | Женско становништво старо 3 године и више које говори аутохтони језик                            | 5199     |
| 61  | Становништво од 3 године и више које говори аутохтони језик и не говори шпански језик            | 1332     |
| 62  | Мушко становништво старо 3 године и више које говори аутохтони језик и не говори шпански         | 449      |
| 63  | Женско становништво старо 3 године и више које говори аутохтони језик и не говори шпански језик  | 883      |
| 64  | Становништво старо 3 године и више које говори аутохтони језик и шпански                         | 8761     |
| 65  | Мушко становништво старо 3 године и више које говори аутохтони језик и шпански                   | 4528     |
| 66  | Женско становништво старо 3 године и више које говори аутохтони језик и шпански                  | 4233     |
| 67  | Становништво од 5 година и више које говори аутохтони језик                                      | 9850     |
| 68  | Становништво од 5 година и више које говори аутохтони језик и не говори шпански језик            | 1184     |
| 69  | Становништво од 5 година и више које говори аутохтони језик и говори шпански језик               | 8509     |
| 70  | Становништво у домородачким домаћинствима                                                        | 11791    |
| 71  | Становништво са ограничењима у активностима                                                      | 966      |
| 72  | Становништво са ограниченим ходањем или кретањем, горе или доле                                  | 464      |
| 73  | Становници са ограничењима вида, чак и уз кориштење сочива                                       | 291      |
| 74  | Становништво са ограничењима говора, комуникације или конверзације                               | 77       |
| 75  | Становништво са ограниченим слухом                                                               | 142      |
| 76  | Становништво са ограничењима при одевању, купању или јелу                                        | 34       |
| 77  | Становништво са ограничењима у опажању или учењу једноставних ствари                             | 33       |
| 78  | Становништво са менталним ограничењима                                                           | 50       |
| 79  | Становништво без ограничења активности                                                           | 25888    |
| 80  | Становништво од 3 до 5 година које не похађа школу                                               | 797      |
| 81  | Мушко становништво од 3 до 5 година које не похађа школу                                         | 429      |
| 82  | Женско становништво од 3 до 5 година које не похађа школу                                        | 368      |
| 83  | Становништво од 6 до 11 година које не похађа школу                                              | 134      |
| 84  | Мушко становништво од 6 до 11 година које не похађа школу                                        | 57       |
| 85  | Женско становништво од 6 до 11 година које не похађа школу                                       | 77       |
| 86  | Становништво од 12 до 14 година које не похађа школу                                             | 124      |
| 87  | Мушко становништво од 12 до 14 година које не похађа школу                                       | 69       |
| 88  | Женско становништво од 12 до 14 година које не похађа школу                                      | 55       |
| 89  | Становништво од 15 до 17 година похађа школу                                                     | 989      |
| 90  | Мушко становништво од 15 до 17 година похађа школу                                               | 494      |
| 91  | Женско становништво између 15 и 17 година живота у школи                                         | 495      |
| 92  | Становништво од 18 до 24 године похађа школу                                                     | 753      |
| 93  | Мушко становништво од 18 до 24 године похађа школу                                               | 426      |
| 94  | Женско становништво од 18 до 24 године похађа школу                                              | 327      |
| 95  | Становништво од 8 до 14 година које не може да чита и пише                                       | 213      |
| 96  | Мушко становништво старосног доба од 8 до 14 година које не може да чита и пише                  | 105      |
| 97  | Женско становништво старосног доби од 8 до 14 година које не може да чита и пише                 | 108      |
| 98  | Становништво од 15 година и више које је неписмено                                               | 3415     |
| 99  | Мушко становништво од 15 година и више које је неписмено                                         | 1252     |
| 100 | Женско становништво од 15 година и више које је неписмено                                        | 2163     |
| 101 | Становништво старо 15 и више година без школовања                                                | 3154     |
| 102 | Мушко становништво старо 15 и више година без школовања                                          | 1174     |
| 103 | Женско становништво старо 15 и више година без школовања                                         | 1980     |
| 104 | Становништво старосног доба 15 и више година са непотпуним основним образовањем                  | 3825     |
| 105 | Мушко становништво старосног доба од 15 година и више са непотпуном основним образовањем         | 1832     |
| 106 | Женско становништво старосног доба 15 и више година са непотпуном основним образовањем           | 1993     |
| 107 | Становништво старо 15 и више година са комплетним основним образовањем                           | 3107     |
| 108 | Мушко становништво старо 15 година и више са комплетним основним образовањем                     | 1409     |
| 109 | Женско становништво старо 15 и више година са комплетним основним образовањем                    | 1698     |
| 110 | Становништво старосног доба 15 и више година са непотпуним средњим образовањем                   | 1264     |
| 111 | Мушко становништво старосног доба од 15 година и више са непотпуним средњим образовањем          | 681      |
| 112 | Женско становништво старосног доба од 15 година и више са непотпуним средњим образовањем         | 583      |
| 113 | Становништво старо 15 и више година са пуним секундарном образовањем                             | 3816     |
| 114 | Мушко становништво старосног доба од 15 година и више са пуним секундарном образовањем           | 1840     |
| 115 | Женско становништво старосног доба од 15 година и више са пуним секундарном образовањем          | 1976     |
| 116 | Становништво старије од 18 година са постосновним образовањем                                    | 2644     |
| 117 | Мушко становништво старије од 18 година са постосновним образовањем                              | 1479     |
| 118 | Женско становништво старије од 18 година са постосновним образовањем                             | 1165     |
| 119 | Просечна оцена школовања                                                                         | 6.19     |
| 120 | Просечан ниво образовања мушке популације                                                        | 6.6      |
| 121 | Просечан ниво образовања женског становништва                                                    | 5.82     |
| 122 | Економски активно становништво                                                                   | 8441     |
| 123 | Економски активна мушка популација                                                               | 6990     |
| 124 | Економски активна женска популација                                                              | 1451     |
| 125 | Становништво које није економски активно                                                         | 11490    |
| 126 | Мушко становништво које није економски активно                                                   | 2439     |
| 127 | Женско становништво које није економски активно                                                  | 9051     |
| 128 | Запослено становништво                                                                           | 7773     |
| 129 | Запослено мушко становништво                                                                     | 6345     |
| 130 | Запослено женско становништво                                                                    | 1428     |
| 131 | Незапослена популација                                                                           | 668      |
| 132 | Незапослена мушка популација                                                                     | 645      |
| 133 | Незапослена женска популација                                                                    | 23       |
| 134 | Становништво без права на здравствене услуге                                                     | 8038     |
| 135 | Становништво које има право на здравствене услуге                                                | 18879    |
| 136 | Становништво које има право на ИМСС                                                              | 2307     |
| 137 | Становништво које има право на социјално осигурање                                               | 849      |
| 138 | Становништво које има право на државно социјално осигурање                                       | 29       |
| 139 | Становништво које има право на опште осигурање или здравствено осигурање за нову генерацију      | 15645    |
| 140 | Становништво које је било једном или није било у браку током 12 година и више                    | 5814     |
| 141 | Венчано или уједињено становништво од 12 година и више                                           | 13103    |
| 142 | Становништво које је било у браку или уједињено 12 година и више                                 | 1161     |
| 143 | Становништво са католичком религијом                                                             | 26257    |
| 144 | Протестанти, еванђелисти и библијски следбеници различити од еванђелиста                         | 620      |
| 145 | Становништво са другим религијама различитим од претходних                                       | 5        |
| 146 | Становништво без религије                                                                        | 70       |
| 147 | Укупно пописаних домаћинства                                                                     | 6193     |
| 148 | Пописна домаћинства на челу са мушкарцима                                                        | 5289     |
| 149 | Пописна домаћинства на челу са женама                                                            | 904      |
| 150 | Становништво у пописним домаћинствима                                                            | 27129    |
| 151 | Становништво у пописним домаћинствима на челу са мушкарцима                                      | 24033    |
| 152 | Становништво у пописним домаћинствима на челу са женама                                          | 3096     |
| 153 | Укупно домаћинстава                                                                              | 7645     |
| 154 | Укупно насељених домаћинстава                                                                    | 6208     |
| 155 | Укупно приватних кућа                                                                            | 7630     |
| 156 | Насељени приватни домови                                                                         | 6193     |
| 157 | Укупно насељених приватних кућа                                                                  | 6208     |
| 158 | Ненасељене приватне куће                                                                         | 1126     |
| 159 | Појединачна домаћинства за привремену употребу                                                   | 311      |
| 160 | Становници у насељеним приватним кућама                                                          | 27129    |
| 161 | Насељеност станара у приватним становима                                                         | 4.38     |
| 162 | Просечно становника по соби у приватним насељеним домаћинствима                                  | 1.42     |
| 163 | Појединачна домаћинства са подовима од различитих материјала од земље                            | 3682     |
| 164 | Појединачна домаћинства у приземљу                                                               | 2473     |
| 165 | Појединачна домаћинства са једном спаваћом собом                                                 | 2541     |
| 166 | Појединачна домаћинства са две спаваће собе и више                                               | 3603     |
| 167 | Појединачна домаћинства са једним собом                                                          | 223      |
| 168 | Појединачна домаћинства са две собе                                                              | 1968     |
| 169 | Појединачна домаћинства са 3 собе и више                                                         | 3942     |
| 170 | Појединачна домаћинства која имају електрично светло                                             | 6016     |
| 171 | Појединачна домаћинства која немају електрично светло                                            | 135      |
| 172 | Појединачна домаћинства која имају водоводну воду у стамбеном простору                           | 3757     |
| 173 | Појединачна домаћинства која немају водоводну воду у стамбеном простору                          | 2389     |
| 174 | Појединачна домаћинства која имају тоалет                                                        | 5993     |
| 175 | Појединачна домаћинства која имају канализацију                                                  | 2431     |
| 176 | Појединачна домаћинства која немају канализацију                                                 | 3689     |
| 177 | Појединачна домаћинства која имају електрично светло, довод воде из јавне мреже и канализацију   | 1584     |
| 178 | Појединачна домаћинства без икаквих услова                                                       | 718      |
| 179 | Појединачна домаћинства која имају радио                                                         | 3851     |
| 180 | Појединачна домаћинства која имају телевизор                                                     | 4908     |
| 181 | Појединачна домаћинства која имају фрижидер                                                      | 1637     |
| 182 | Појединачна домаћинства која имају машину за веш                                                 | 2036     |
| 183 | Појединачна домаћинства која имају аутомобил или комби                                           | 1373     |
| 184 | Појединачна домаћинства која имају рачунар                                                       | 290      |
| 185 | Појединачна домаћинства која имају фиксну телефонску линију                                      | 611      |
| 186 | Појединачна домаћинства која имају мобилни телефон                                               | 1503     |
| 187 | Појединачна домаћинства која имају приступ интернету                                             | 95       |